# Таппер, Бёрье
Бёрье Таппер (швед. Börje Tapper; 19 мая 1922, Мальмё — 8 апреля 1981, Мальмё) — шведский футболист, игравший на позиции нападающего за «Мальмё», «Дженоа» и сборную Швеции. Отец Стеффана Таппера, полузащитника «Мальме» и шведской сборной 1970-х годов.

## Биография

### Клубная карьера
Во взрослом футболе дебютировал в 1939 году в «Мальмё», в котором провел одиннадцать сезонов, приняв участие в 191 матче чемпионата. В составе «Мальме» был одним из лучших бомбардиров команды, имея среднюю результативность на уровне 0,48 гола за игру.
В 1950 году перешёл в итальянский «Дженоа», в её составе провел лишь 8 матчей, забив два гола. В 1951 году 29-летний игрок вернулся на родину, где в соответствии с действующими на тот момент регламентами не имел возможности продолжить играть в чемпионате Швеции и был вынужден завершить игровую карьеру.
Умер 8 апреля 1981 года на 59-м году жизни.

## Карьера в сборной
В 1945 году дебютировал в официальных матчах в составе национальной сборной Швеции. В течение следующих четырёх лет провел за главную команды страны лишь 4 матча, впрочем успев забить 7 голов, пять из которых — в своей дебютной игре.
Впоследствии, в 1950 году был включен в состав сборной Швеции для участия в чемпионате мира 1950 года, который проходил в Бразилии и на котором команда завоевала бронзовые награды. Впрочем ни в матчах финальной части мирового первенства, ни после этого на поле в составе сборной больше он не выходил.

## Достижения
«Мальмё»
- Обладатель Кубка Швеции(3): 1944, 1946, 1947
- Чемпион Италии(3): 1943-44, 1948-49, 1949-50